# 中華民國教育部
教育部為中華民國有關教育學術、體育及青年事務的最高主管機關，並監督各地方政府的教育行政機關。

## 沿革
- 中華民國成立之初，將清朝的「學部」改名為「教育部」，當時底下設有「承政廳」、「普通教育司」、「專門教育司」及「社會教育司」，從事國內教育興革相關工作。至1926年3月，國民政府於廣州成立後，再由「教育行政委員會」接管相關任務。
- 1927年國民政府奠都南京後，「中華民國大學院」接替教育行政委員會，成為全國最高學術教育機關，由「秘書」、「高等教育」、「中央研究所」等部門分別負責國人的教育事項。
- 1928年12月8日，國民政府公布《教育部組織法》，再次成立教育部為全國學術、文化及教育行政事務的最高機關，從此正式以「教育部」為正式名稱。
- 1949年，教育部隨中央政府各部門機構遷往臺灣後，起初在臺北市內各地租借房舍辦公，並無固定之辦公場所。之後，教育部與國立臺灣大學協議借用其校地，以臺大「藥學大樓」名義興建辦公廳舍，即今教育部大樓（由建築師王大閎設計；原址為臺灣總督府中央研究所），在1971年完工啟用[1][2]。
- 2013年1月，配合行政院組織改造，行政院體育委員會及行政院青年輔導委員會降編改制為「教育部體育署」與「教育部青年發展署」；為因應十二年國教實施，教育部中部辦公室整併國民教育司、中等教育司等相關單位，改制為「教育部國民及學前教育署」。教育部的附屬機構也同步進行組織調整。7月23日，原隸屬教育部的國立中國醫藥研究所改隸屬衛生福利部，並改制更名為「國家中醫藥研究所」。
- 2014年4月7日，原隸屬教育部的國立中正文化中心改隸屬文化部，並改制更名為「國家表演藝術中心國家兩廳院」。
- 2015年1月5日，原隸屬教育部體育署的國家運動訓練中心改制更名為行政法人國家運動訓練中心，設置於教育部轄下。
- 2022年5月26日，行政院院會通過《國家運動科學中心設置條例》草案，預計設置行政法人「國家運動科學中心」[3]。
- 2023年9月16日，緊鄰國家運動訓練中心的行政法人國家運動科學中心揭牌，2024年1月1日正式運作。
- 2024年8月15日，行政院宣布教育部體育署未來將再次升格改制為部、成立體育暨運動發展部籌備小組，經諮詢小組會議後確定名稱為「運動部」，預計最快2025年年中完成[4]。
- 2024年11月28日，立法院初審通過《教育部組織法修正草案》。
- 2025年1月7日，立法院三讀通過《教育部組織法修正草案》，本次修法是配合原教育部體育署升格改制為運動部後組織調整；1月24日公布修正《教育部組織法》。

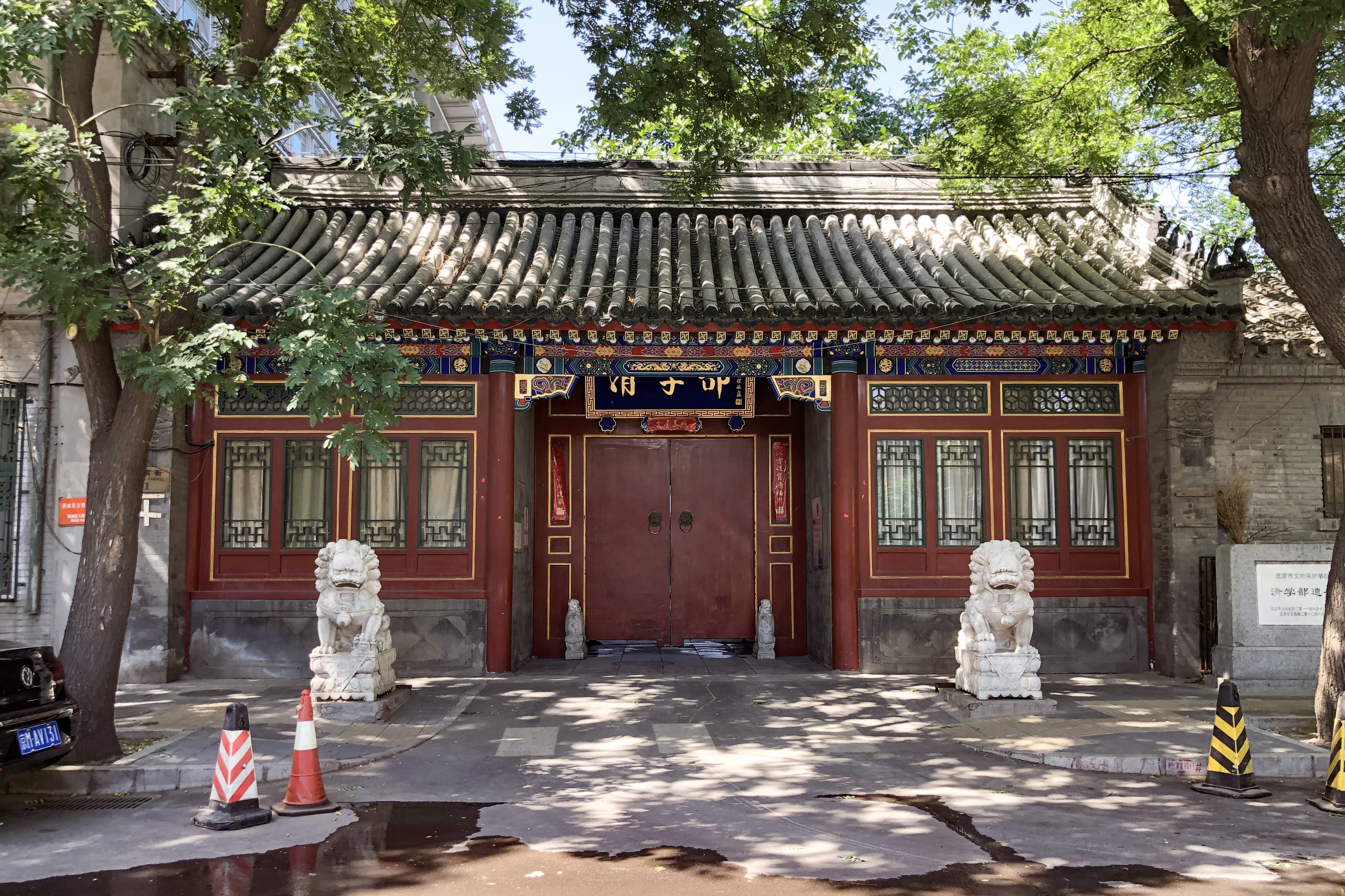
北京教育街北洋政府教育部旧址
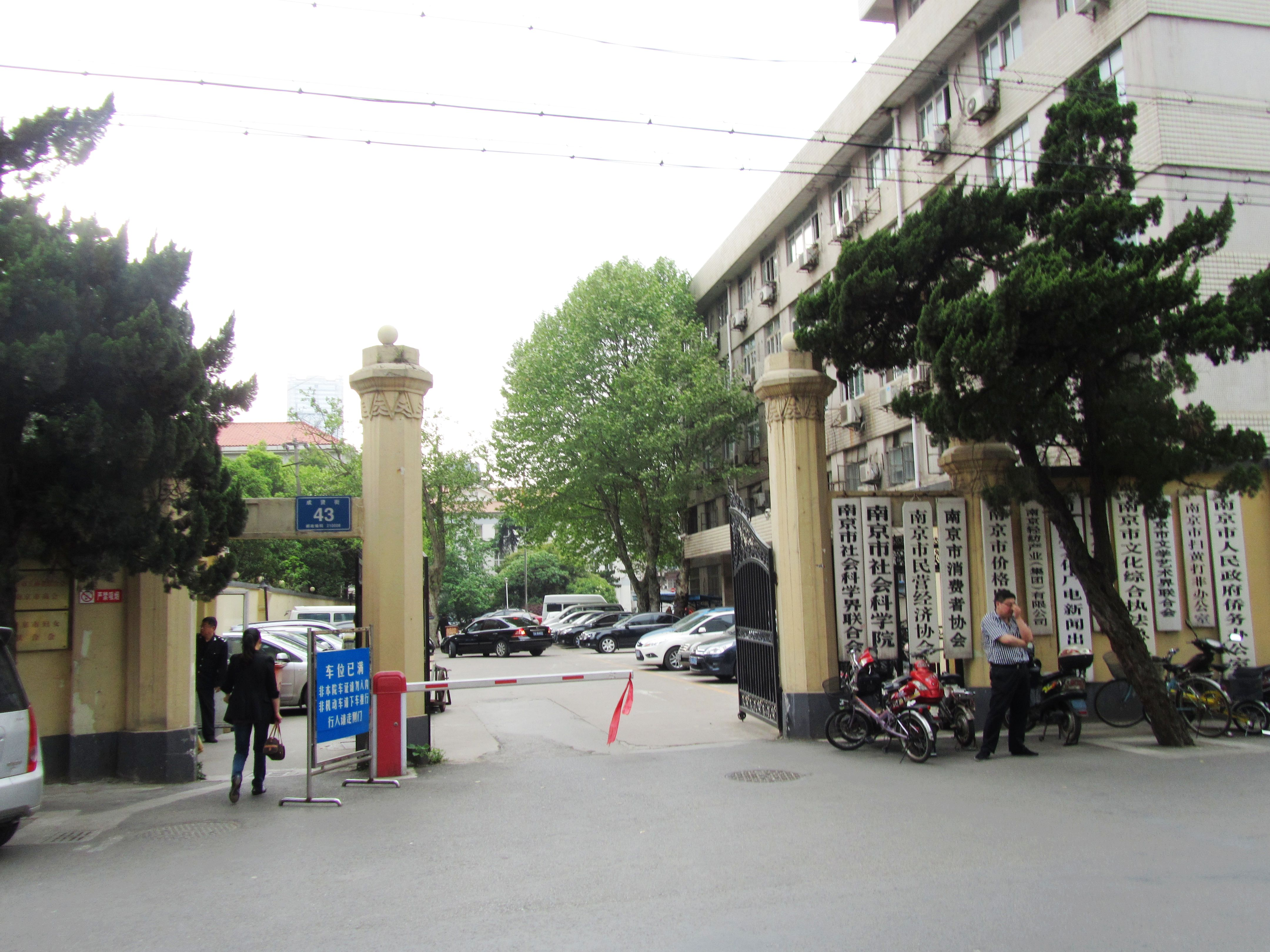
南京成贤街国民政府教育部旧址
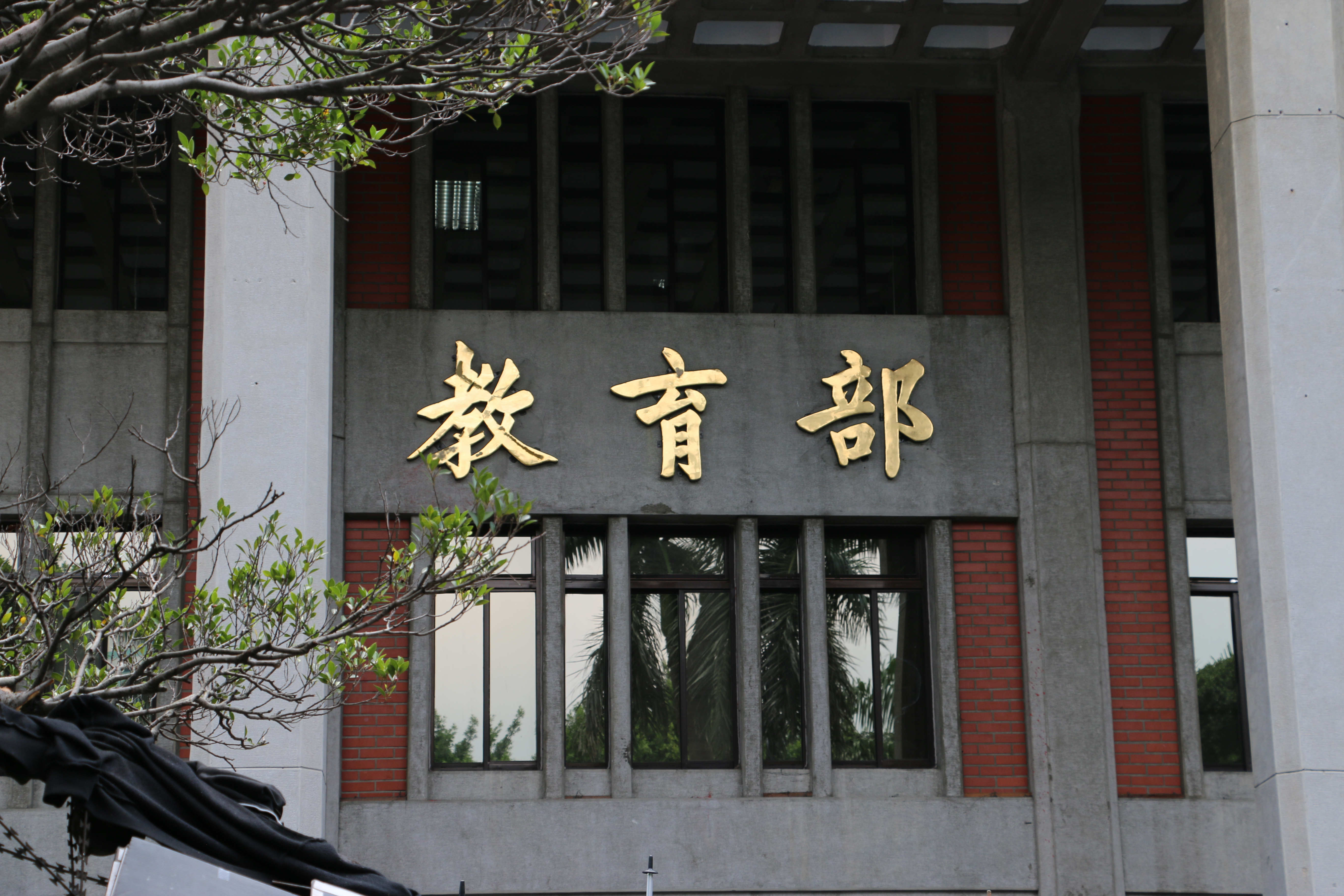
教育部鑄字牌
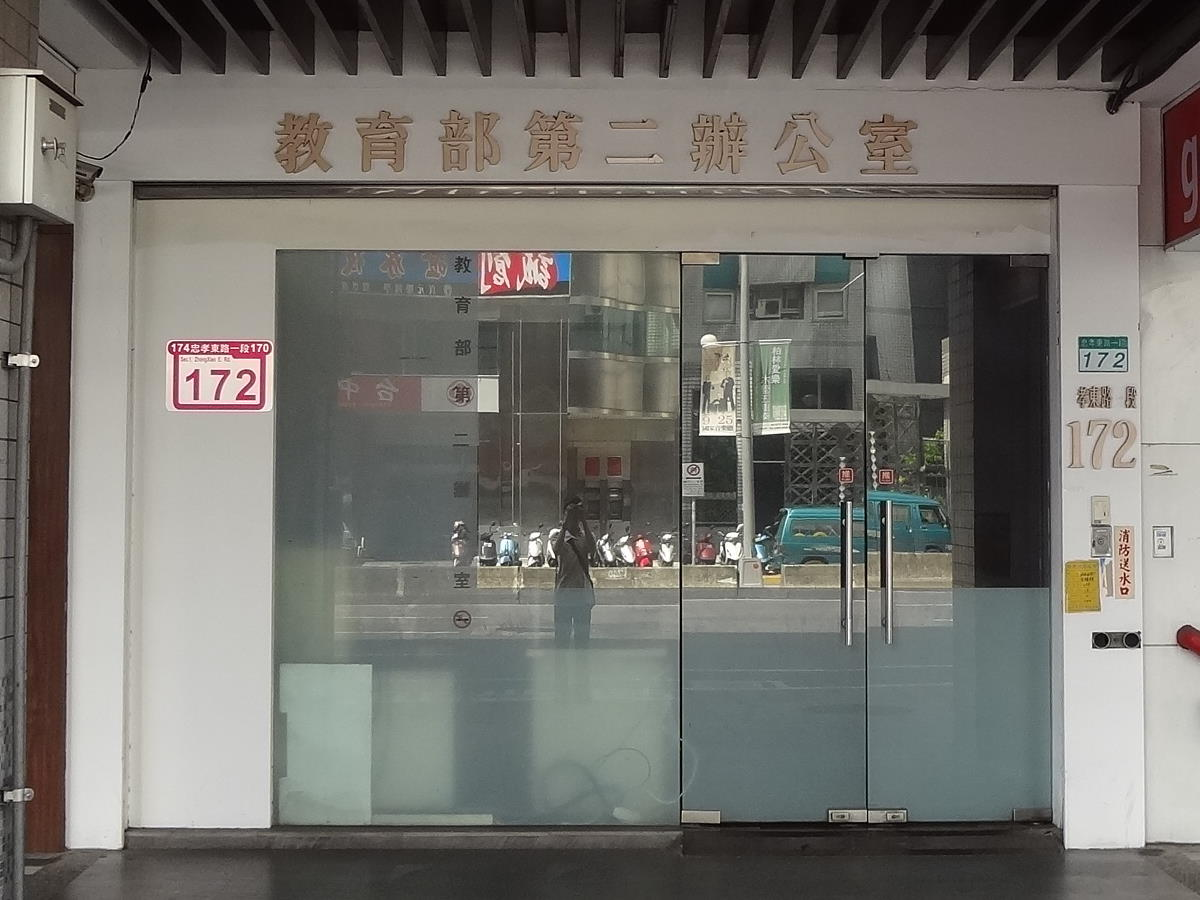
教育部第二辦公室
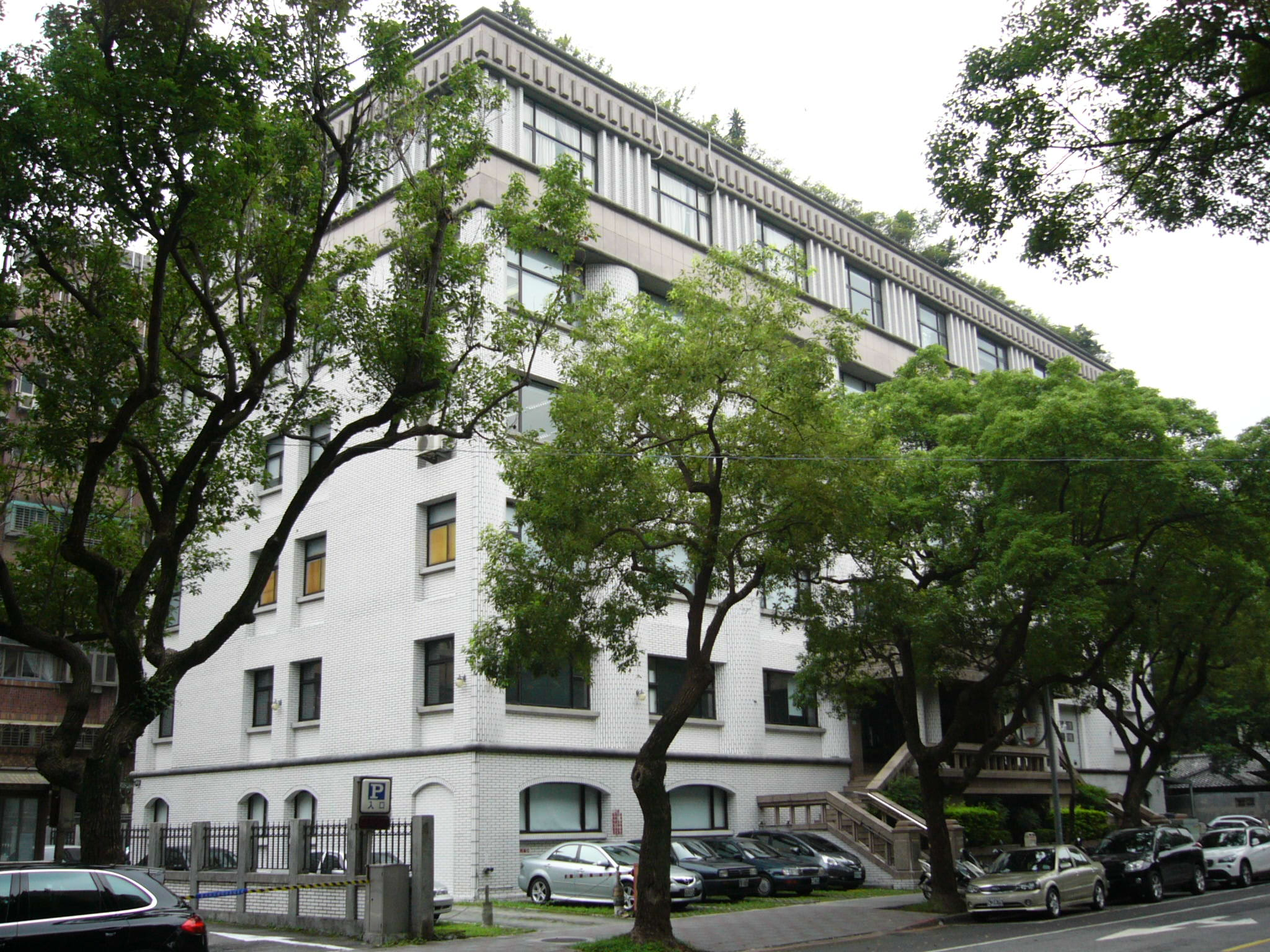
教育部第三辦公室

## 組織架構

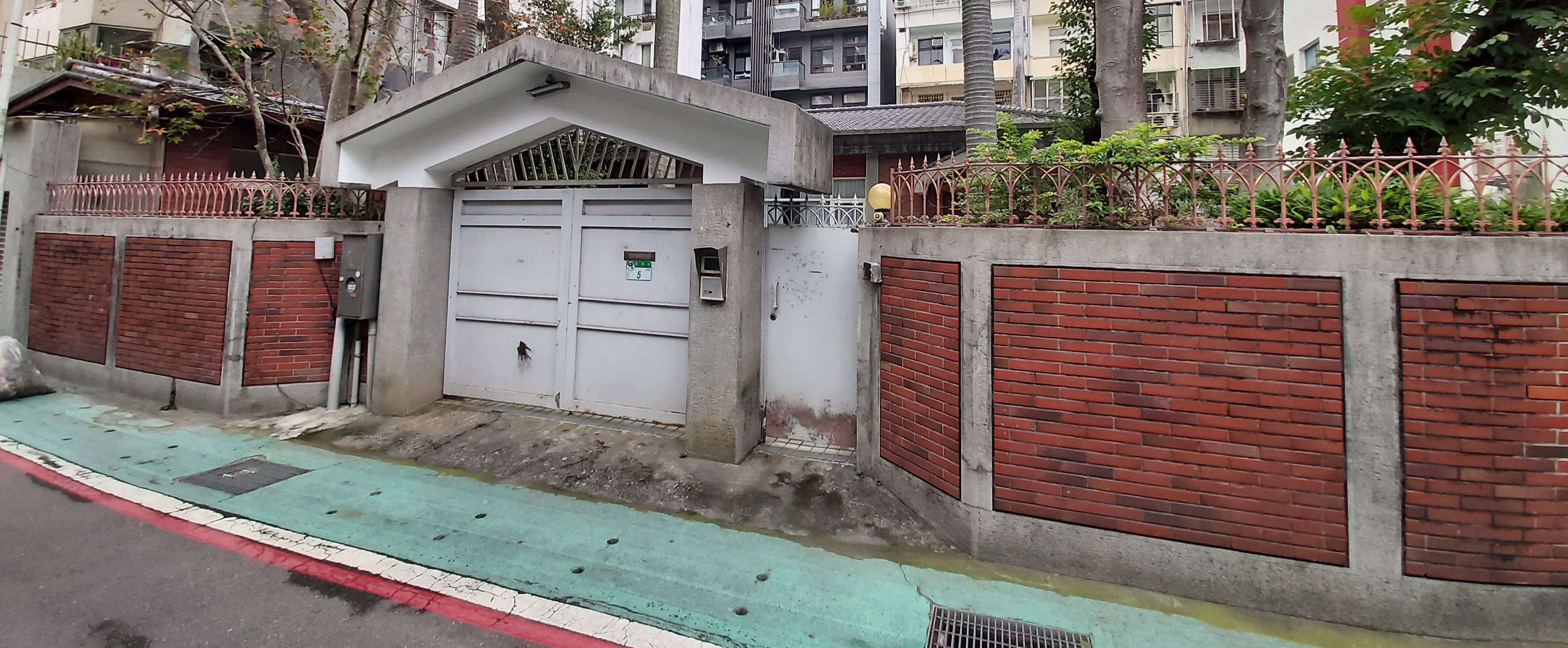
臺北市大安區青田街8巷5號的教育部部長官邸，位於蒙藏文化館側。

教育部本部設6處、8司及相關任務編組單位，部外設有14個附屬機關／機構，另有部屬之國立學校338所與駐外機構共25處。
- 部長（1名，特任）
  - 政務次長（2名，比照簡任第十四職等）
  - 常務次長（1名，簡任第十四職等）
    - 主任秘書（1名，簡任第十二職等）
    - 參事（7名，簡任第十二職等）
    - 督學（8名，簡任第十二職等）
    - 司長（8名，簡任第十二職等）
    - 處長（2名，簡任第十二職等）
    - 副司長（8名，簡任第十一職等）
    - 副處長（2名，簡任第十一職等）
    - 專門委員（31名，簡任第十職等至第十一職等）
    - 高級分析師（3名，簡任第十職等至第十一職等）
      - 科長（50名，薦任第九職等）
      - 秘書（8名，薦任第八職等至第九職等）（內3人得列簡任第十職等至第十一職等）
      - 技正（2名，薦任第八職等至第九職等）
      - 專員（99名，薦任第七職等至第九職等）
      - 分析師（12名，薦任第七職等至第九職等）
      - 設計師（12名，薦任第六職等至第八職等）
      - 科員（107名，委任第五職等或薦任第六職等至第七職等）
      - 技士（2名，委任第五職等或薦任第六職等至第七職等）
        - 助理員（22名，委任第四職等至第五職等）（內10人得列薦任第六職等）
        - 助理設計師（3名，委任第四職等至第五職等）（內2人得列薦任第六職等）
        - 技佐（1名，委任第四職等至第五職等）
        - 書記（4名，委任第一職等至第三職等）

### 部內單位
| 業務單位 - 綜合規劃司 - 高等教育司 - 技術及職業教育司 - 終身教育司 - 國際及兩岸教育司 - 師資培育及藝術教育司 - 資訊及科技教育司 - 學生事務及特殊教育司 | 行政單位 - 秘書處 - 人事處 - 政風處 - 會計處 - 統計處 - 法制處 常態性任務編組 - 學校法人及其所屬私校教職員退撫離職資遣儲金監理會 |

### 所屬機關（構）
| 三級機關 - 國民及學前教育署 - 青年發展署 - 體育署 三級機構 - 國家教育研究院 - 國立教育廣播電臺 - 國家圖書館 - 國立臺灣圖書館 - 國立公共資訊圖書館 - 國立臺灣科學教育館 - 國立自然科學博物館 - 國立科學工藝博物館 - 國立海洋生物博物館 - 國立海洋科技博物館 四級機構 - 國立臺灣藝術教育館（教育部直屬） 監督行政法人機構 - 國家運動訓練中心 - 國家運動科學中心 駐境外教育機構： - 中華民國駐境外教育機構 - 美洲地區： 駐加拿大代表處教育組 駐溫哥華辦事處教育組 駐美國代表處教育組 駐波士頓辦事處教育組 駐紐約辦事處教育組 駐芝加哥辦事處教育組 駐休士頓辦事處教育組 駐洛杉磯辦事處教育組 駐舊金山辦事處教育組 駐巴拉圭大使館教育參事處 - 歐洲地區： 駐俄羅斯代表處教育組 駐法國代表處教育組 駐歐盟兼駐比利時代表處教育組 駐德國代表處教育組 駐英國代表處教育組 駐瑞典代表處教育組 駐奧地利代表處教育組 駐波蘭代表處教育組 - 亞洲地區： 駐日本代表處教育組 駐大阪辦事處派駐人員 駐福岡辦事處派駐人員 駐韓國代表處教育組 駐印度代表處教育組 駐馬來西亞代表處教育組 駐越南代表處教育組 駐胡志明市辦事處教育組 駐澳大利亞代表處教育組 駐泰國代表處教育組 駐印尼代表處教育組 駐菲律賓代表處教育組 駐香港辦事處派駐人員 在國民教育學制內的中小學由國教署負責（包含尚未完成改隸直轄市立的臺南市與高雄市內屬原高雄縣域的國立高級中等學校） - 普通型大專院校：34所（包含空大） - 技術型大專院校：15所 - 普通型高級中學：78所 - 技術型高級中學：72所 - 國民小學（初等教育學校）：10所 - 幼兒園（學前教育學校）：12所 - 特殊教育學校：25所 - 進修學校：98所 |

## 歷任首長

### 臨時政府及北洋政府教育部
| 次序 | 職稱     | 肖像 | 姓名               | 到任時間       | 備註                                     |
| ---- | -------- | ---- | ------------------ | -------------- | ---------------------------------------- |
| 1    | 教育總長 |      | 蔡元培 (1868–1940) | 1912年1月3日   |                                          |
| 2    | 教育總長 |      | 范源濂 (1876–1927) | 1912年7月29日  |                                          |
| 3    | 兼署總長 |      | 劉冠雄 (1861–1927) | 1913年1月28日  | 海軍總長兼署                             |
| 4    | 兼署總長 |      | 陳振先 (1876–1938) | 1913年3月27日  | 農林總長兼署                             |
| 5    | 代理部務 |      | 董鴻褘 (1878–1916) | 1913年4月      | 次長代理                                 |
| 6    | 教育總長 |      | 汪大燮 (1859–1929) | 1913年9月      |                                          |
| 7    | 教育總長 |      | 嚴修 (1860–1929)   | 1914年2月20日  | 未就職                                   |
| 8    | 署總長   |      | 蔡儒楷 (1869–1923) | 1914年2月20日  | 嚴未到任前，派蔡暫署                     |
| 9    | 教育總長 |      | 湯化龍 (1874–1918) | 1914年5月      |                                          |
| 10   | 兼代總長 |      | 章宗祥 (1879–1962) | 1915年9月      | 湯請假                                   |
| 11   | 教育總長 |      | 張一麐 (1867–1943) | 1915年10月     |                                          |
| 12   | 教育總長 |      | 張國淦 (1876–1959) | 1916年4月      |                                          |
| 13   | 代理部務 |      | 吳闓生 (1878–1949) | 1916年6月      | 次長代理                                 |
| 14   | 教育總長 |      | 范源濂 (1876–1927) | 1916年7月12日  |                                          |
| 15   | 代理部務 |      | 袁希濤 (1866–1930) | 1917年6月      | 次長代理                                 |
| 16   | 教育總長 |      | 傅增湘 (1872–1949) | 1917年12月     |                                          |
| 17   | 代理部務 |      | 袁希濤             | 1919年5月15日  | 次長代理                                 |
| 18   | 代理部務 |      | 傅嶽棻 (1878–1951) | 1919年6月5日   | 次長代理                                 |
| 19   | 教育總長 |      | 范源濂             | 1919年8月11日  |                                          |
| 20   | 代理部務 |      | 馬鄰翼 (1864–1938) | 1921年5月29日  | 次長代理                                 |
| 21   | 教育總長 |      | 黃炎培 (1878–1965) | 1921年12月25日 | 未就職                                   |
| 22   | 兼署總長 |      | 齊耀珊 (1865–1954) | 1921年12月25日 | 內務總長兼署                             |
| 23   | 兼署總長 |      | 周自齊 (1869–1923) | 1922年4月8日   | 國務總理兼署                             |
| 24   | 教育總長 |      | 黃炎培             | 1922年6月12日  | 未就職                                   |
| 25   | 兼代總長 |      | 高恩洪 (1875–1943) | 1922年6月12日  | 交通總長兼代                             |
| 26   | 代理部務 |      | 湯爾和 (1878–1940) | 1922年7月25日  | 次長代理                                 |
| 27   | 署總長   |      | 王寵惠 (1881–1958) | 1922年8月5日   |                                          |
| 28   | 署總長   |      | 湯爾和             | 1922年9月19日  |                                          |
| 29   | 署總長   |      | 彭允彝 (1878–1943) | 1922年11月29日 |                                          |
| 30   | 署總長   |      | 黃郛 (1880–1936)   | 1923年9月4日   |                                          |
| 31   | 教育總長 |      | 范源濂             | 1924年1月12日  |                                          |
| 32   | 教育總長 |      | 張國淦 (1876–1959) | 1924年1月21日  |                                          |
| 33   | 兼任總長 |      | 黃郛               | 1924年9月14日  |                                          |
| 34   | 署總長   |      | 易培基 (1880–1937) | 1924年11月10日 |                                          |
| 35   | 教育總長 |      | 王九齡 (1879–1951) | 1924年11月24日 | 1925年3月16日到任，到任後4月14日開始請假 |
| 36   | 代理部務 |      | 馬敘倫 (1884–1970) | 1924年11月25日 | 次長代理                                 |
| 37   | 兼署總長 |      | 章士釗 (1881–1973) | 1925年4月14日  | 司法總長兼署                             |
| 38   | 署總長   |      | 章士釗             | 1925年7月28日  |                                          |
| 39   | 教育總長 |      | 易培基             | 1925年12月31日 |                                          |
| 40   | 教育總長 |      | 馬君武 (1881–1940) | 1926年3月4日   | 未就職                                   |
| 41   | 教育總長 |      | 胡仁源 (1883–1942) | 1926年3月31日  |                                          |
| 42   | 教育總長 |      | 王寵惠 (1881–1958) | 1926年5月13日  |                                          |
| 43   | 教育總長 |      | 任可澄 (1879–1946) | 1926年6月22日  |                                          |
| 44   | 教育總長 |      | 劉哲 (1880–1954)   | 1927年5月      |                                          |

### 國民政府時期
教育行政委員會委員（採8人合議制）
| 姓名 | 時間          | 備註               |
| --- | ------------- | ------------------ |
| 陳公博(1892–1946) 甘乃光(1897–1956) 許崇清(1888–1969) 金曾澄(1879–1957) 鍾榮光(1866–1942) 褚民誼(1884–1946) 韋慤(1896–1976) 經亨頤(1877–1938) | 1926年2月     |                    |
| 蔡元培(1868–1940) | 1927年4月27日 | 任中国教育会事务长 |

大學院院長（仿法制，不設教育部，而設大學院）
| 任次 | 姓名               | 時間           |
| ---- | ------------------ | -------------- |
| 1    | 蔡元培             | 1927年10月12日 |
| 2    | 蔣夢麟 (1886–1964) | 1928年10月3日  |

教育部部長
| 任次 | 姓名               | 時間           | 備註                   |
| ---- | ------------------ | -------------- | ---------------------- |
| 1    | 蔣夢麟             | 1928年10月25日 |                        |
| 2    | 高魯 (1877–1947)   | 1930年12月4日  | 未到任，1931年8月辭職  |
| 3    | 蔣中正 (1887–1975) | 1930年12月6日  | 行政院院長兼理部長職務 |
| 4    | 李書華 (1890–1979) | 1931年6月19日  |                        |
| 5    | 朱家驊 (1893–1963) | 1931年12月30日 | 1932年2月20日到任      |
| 代理 | 段錫朋 (1896–1948) | 1932年1月9日   | 次長代理               |
| 6    | 翁文灝 (1889–1971) | 1932年10月28日 | 未就職                 |
| 7    | 朱家驊             | 1932年11月     | 交通部長兼任           |
| 8    | 王世 (1891–1981)   | 1933年4月      |                        |
| 9    | 陳立夫 (1900–2001) | 1938年1月      |                        |
| 10   | 朱家驊             | 1944年12月     |                        |

### 教育部部長（行憲後）
| 任次 | 肖像 | 姓名               | 政黨       | 上任時間       | 卸任時間       | 備註               |
| ---- | ---- | ------------------ | ---------- | -------------- | -------------- | ------------------ |
| 1    |      | 朱家驊 (1893–1963) | 中國國民黨 | 1948年6月1日   | 1948年12月22日 | 行憲後首任         |
| 2    |      | 梅貽琦 (1889–1962) | 中國國民黨 | 1948年12月22日 | 1949年3月21日  | 未就任             |
| 代理 |      | 陳雪屏 (1901–1999) | 中國國民黨 | 1948年12月30日 | 1949年4月7日   | 代理部務           |
| 3    |      | 杭立武 (1903–1991) | 中國國民黨 | 1949年4月7日   | 1950年3月16日  |                    |
| 4    |      | 程天放 (1899–1967) | 中國國民黨 | 1950年3月16日  | 1954年6月1日   |                    |
| 5    |      | 張其昀 (1901–1985) | 中國國民黨 | 1954年6月1日   | 1958年7月19日  |                    |
| 6    |      | 梅貽琦             | 中國國民黨 | 1958年7月19日  | 1961年3月1日   |                    |
| 7    |      | 黃季陸 (1899–1985) | 中國國民黨 | 1961年3月1日   | 1965年1月25日  |                    |
| 8    |      | 閻振興 (1912–2005) | 無黨籍     | 1965年1月25日  | 1969年7月1日   |                    |
| 9    |      | 鍾皎光 (1907–1996) | 無黨籍     | 1969年7月1日   | 1971年4月16日  |                    |
| 10   |      | 羅雲平 (1915–1984) | 中國國民黨 | 1971年4月16日  | 1972年6月1日   |                    |
| 11   |      | 蔣彥士 (1915–1998) | 中國國民黨 | 1972年6月1日   | 1977年4月25日  |                    |
| 12   |      | 李元簇 (1923–2017) | 中國國民黨 | 1977年4月25日  | 1978年6月1日   |                    |
| 13   |      | 朱匯森 (1911–2006) | 中國國民黨 | 1978年6月1日   | 1984年6月1日   |                    |
| 14   |      | 李煥 (1917–2010)   | 中國國民黨 | 1984年6月1日   | 1987年7月4日   |                    |
| 15   |      | 毛高文 (1936–2019) | 中國國民黨 | 1987年7月4日   | 1993年2月27日  |                    |
| 16   |      | 郭為藩 (1937–)     | 中國國民黨 | 1993年2月27日  | 1996年6月10日  |                    |
| 17   |      | 吳京 (1934–2008)   | 中國國民黨 | 1996年6月10日  | 1998年2月9日   |                    |
| 18   |      | 林清江 (1940–1999) | 中國國民黨 | 1998年2月9日   | 1999年6月15日  |                    |
| 19   |      | 楊朝祥 (1947–)     | 中國國民黨 | 1999年6月15日  | 2000年5月20日  |                    |
| 20   |      | 曾志朗 (1944–)     | 無黨籍     | 2000年5月20日  | 2002年2月1日   |                    |
| 21   |      | 黃榮村 (1947–)     | 無黨籍     | 2002年2月1日   | 2004年5月20日  |                    |
| 22   |      | 杜正勝 (1944–)     | 無黨籍     | 2004年5月20日  | 2008年5月20日  |                    |
| 23   |      | 鄭瑞城 (1946–)     | 無黨籍     | 2008年5月20日  | 2009年9月10日  |                    |
| 24   |      | 吳清基 (1951–)     | 中國國民黨 | 2009年9月10日  | 2012年2月6日   |                    |
| 25   |      | 蔣偉寧 (1957–)     | 無黨籍     | 2012年2月6日   | 2014年7月16日  |                    |
| 代理 |      | 陳德華             | 無黨籍     | 2014年7月16日  | 2014年8月6日   | 政務次長代理       |
| 26   |      | 吳思華 (1955–)     | 無黨籍     | 2014年8月6日   | 2016年5月20日  |                    |
| 27   |      | 潘文忠 (1962–)     | 民主進步黨 | 2016年5月20日  | 2018年4月14日  |                    |
| 代理 |      | 姚立德 (1962–)     | 無黨籍     | 2018年4月14日  | 2018年4月19日  | 政務次長代理       |
| 28   |      | 吳茂昆 (1949–)     | 無黨籍     | 2018年4月19日  | 2018年5月29日  |                    |
| 代理 |      | 姚立德             | 無黨籍     | 2018年5月29日  | 2018年7月16日  | 政務次長代理       |
| 29   |      | 葉俊榮 (1958–)     | 民主進步黨 | 2018年7月16日  | 2018年12月26日 | 曾任內政部部長     |
| 代理 |      | 姚立德             | 無黨籍     | 2018年12月26日 | 2019年1月13日  | 政務次長代理       |
| 30   |      | 潘文忠             | 民主進步黨 | 2019年1月14日  | 2024年5月20日  | 二度擔任教育部部長 |
| 31   |      | 鄭英耀 (1955–)     | 無黨籍     | 2024年5月20日  | 現任           |                    |

### 引用
1. ↑  當年因要反攻大陸不蓋樓 教育部借樓36年.星島環球網.2007-06-11 Archive.today的存檔，存档日期2012-09-10
2. ↑  邱瓊平.佔用臺大土地36年？ 教育部：基於管用合一政策.NOWnews.2007-06-11 Archive.today的存檔，存档日期2012-07-12
3. ↑  . 行政院官方網站. 2022-05-26  [2022-09-16]. （原始内容存档于2022-11-11）.
4. ↑  .   [2024-10-12]. （原始内容存档于2024-12-06）.
5. ↑  教育部駐境外機構轄區一覽表 （页面存档备份，存于）.教育部全球資訊網.2017-08-31

## 外部鏈結
- 教育部全球資訊網 （繁體中文）（英文）
- 教育部的Facebook專頁
- 中華民國教育部在Flickr上的页面
- YouTube上的中華民國教育部頻道